# Æon
 Denne artikel omhandler begrebet æon. Opslagsordet har også en anden betydning, se ÆON.
En æon (græsk: aiōn for evighed) i generelt sprogbrug et meget langt tidsrum, en evighed.
I geologien er æon den største tidsinddeling i Jordens geologiske historie.
Tiden siden Jordens dannelse for ca. 4,6 milliarder år siden inddeles i i alt fire æoner:
- Phanerozoikum (542 millioner år siden til i dag).

Superæonen Prækambrium indeholder de tre:
- Proterozoikum (2,5 milliarder til 542 millioner år siden).
- Arkæikum (3,8 til 2,5 milliarder år siden).
- Hadal, (fra Jordens dannelse til de ældst bevarede bjergarter).

Æoner opdeles i æraer, bortset fra Hadal.
De bjergarter, der dannes i løbet af en æon, udgør en kronostratigrafisk enhed; eonothem. Eonothemet Proterozoikum blev dannet i løbet af æonen Proterozoikum.
I astronomi er en æon 1 milliard år.